# Tavolara

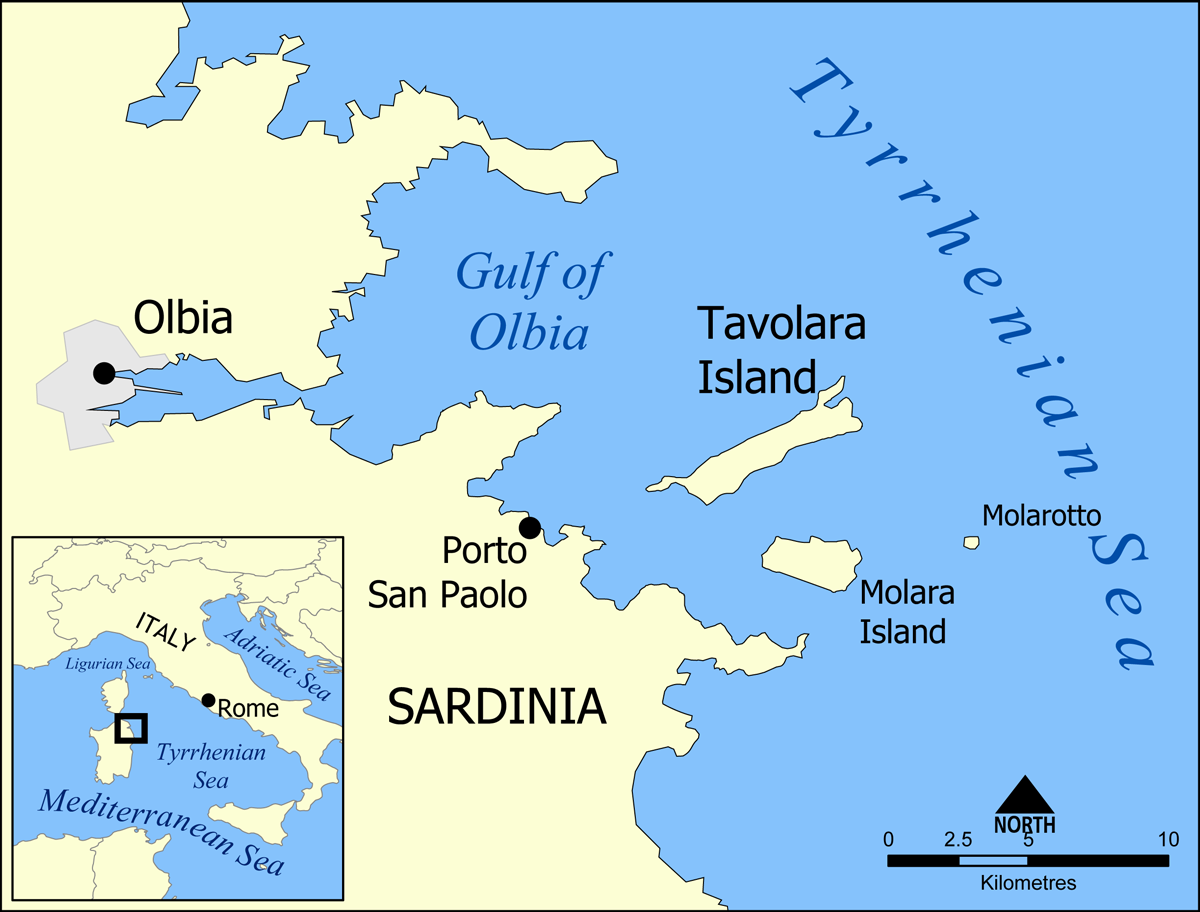
Vị trí đảo Tavolara

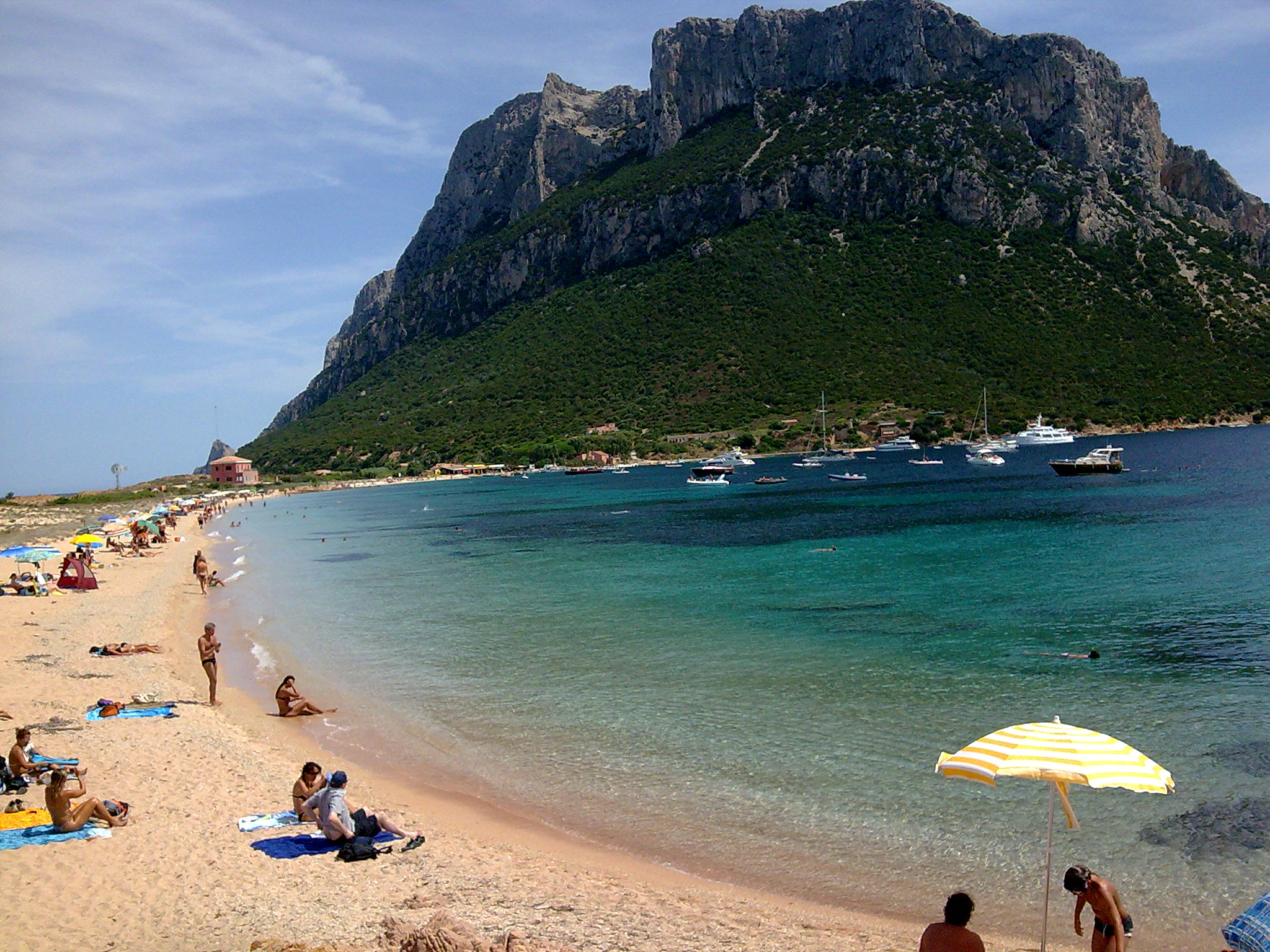
Bãi biển trên đảo Tavolara

Tavolara là một hòn đảo nhỏ ngoài khơi bờ biển phía đông bắc đảo Sardinia của Ý. Hòn đảo này là một khối núi đá vôi dài 5 km (3 dặm) và rộng 1 km (0,6 dặm), với vách đá dựng đứng, ngoại trừ ở hai đầu của nó. Điểm cao nhất là Monte Cannone tới 565 mét (1,854 feet) trên mực nước biển. Một vịnh nhỏ và bãi biển có thể được tìm thấy ở mỗi đầu của hòn đảo, Spalmatore di Fuori ở phía đông bắc, và Spalmatore di Terra ở phía tây nam. Hiện nay, hòn đảo này là nơi sinh sống của chỉ một số ít các gia đình, cộng thêm một nghĩa trang nhỏ và nhà hàng mùa hè. Vùng biển xung quanh hòn đảo là một điểm nổi tiếng cho thú vui lặn biển.
Thị trấn khá lớn gần nhất là Olbia, và ngôi làng đánh cá nhỏ Porto San Paolo nằm trực tiếp trên một eo biển nhỏ. Gần đó là các đảo Molara và Molarotto. Hầu hết dân số của hòn đảo đã được di dời vào năm 1962 khi một trạm phát thanh của NATO được xây dựng trên nửa phía đông hòn đảo. Dây anten từ trạm có thể được nhìn thấy từ khá xa, và toàn bộ nửa của hòn đảo được giới hạn dành cho nhân viên quân sự. Tavolara cũng là quê hương của máy phát VLF-ICV hoạt động trên tần số 20,27 kHz và 20,76 kHz và được sử dụng để truyền thông điệp đến tàu ngầm. Nó cũng có thể nhận (nhưng không giải mã) được trên máy tính với một cuộn dây ăng-ten ở lối vào card âm thanh và phần mềm phân tích FFT.
Hòn đảo và vùng biển xung quanh là một phần của Tavolara và Punta Coda Cavallo Marine Preserve được thành lập vào năm 1997. Công tác bảo vệ môi trường được đặt trên công viên đã tăng thêm hạn chế việc sử dụng các khu du lịch. Một dải đá tự nhiên trên bờ biển của hòn đảo trông giống như dạng người và được gọi là "Hòn đá Sentry" hoặc "Hòn đá của Giáo hoàng". Một số dạng đá khác bao gồm "Cây cung của Ulysses" (một kiến trúc tự nhiên) và" Grotta del Papa "(một hang động có thể tiếp cận bằng đường biển và niềm tự hào với bức tranh hang động thời đại đồ đá mới).

## Hệ động thực vật

Quốc kỳ Tavolara: Trên một nền màu trắng, một tấm khiên màu đỏ với một ngôi sao vàng sáu cánh đặc biệt, được phủ lên bằng một vương miện vàng của Tavolara.

Một loài cây xa cúc gai góc quý hiếm Centaurea horrida được coi là loài đặc hữu chỉ có ở Tavolara và một vài khu vực rìa khác ở miền bắc Sardinia. Trong quyển Lịch sử tự nhiên xứ Sardinia (1774), Francesco Cetti đã miêu tả một loài chuột khổng lồ sinh sống Tavolara, nhưng có lẽ là Sardinia pika đã tuyệt chủng. Vào thế kỷ 18, toàn bộ sự hiểu biết và truyền thuyết về Sardinia đã tuyên bố loài dê hoang dã của Tavolara có răng màu vàng. Các đàn dê đã được chuyển đến Sardinia khi trạm phát thanh của NATO được xây dựng và không còn bất kỳ bầy dê nào trên đảo. Hải cẩu cực kỳ nguy cấp đã từng sinh sống thành bầy đàn ở đây cho đến những năm 1960. Từng là quê nhà của một ngành công nghiệp tôm hùm phát triển mạnh, Tavolara hiện nay thu hút giới thợ lặn đến xem san hô, bọt biển, hải quỳ, cá heo, và thậm chí cả một vài mẫu vật của Pinna nobilis, một loài ngao khổng lồ hiếm hoi có sợi byssus trước đây được sử dụng trong sản xuất tơ biển làm hàng may mặc của hoàng gia.

## Lịch sử

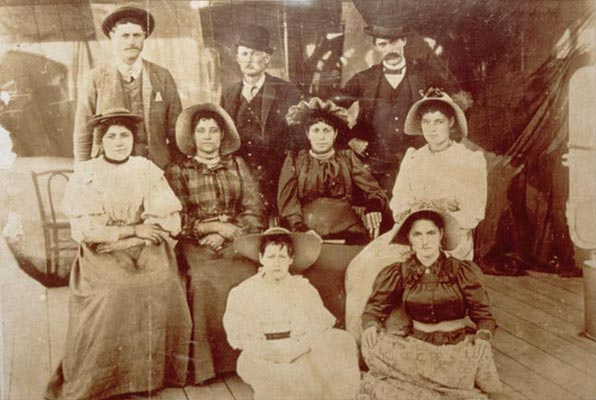
Nhà Bertoleoni (hoàng gia Tavolara)

Hòn đảo được biết đến trong thời cổ đại với tên gọi Hermea. Theo truyền thuyết, vị Giáo hoàng Pontianô đã mất ở Tavolara sau khi thoái vị và bị lưu đày vào năm 235. Nó có lẽ giống với hòn đảo gọi là Tolar, từng được các hạm đội của Ả Rập sử dụng trong thời gian 848-849 như một căn cứ để tấn công bờ biển gần đó. Joachim Murat đã đến thăm Tavolara vào năm 1815 trong nỗ lực hòng giành lại Vương quốc Napoli. Tại thời điểm đó hòn đảo này không có người ở.

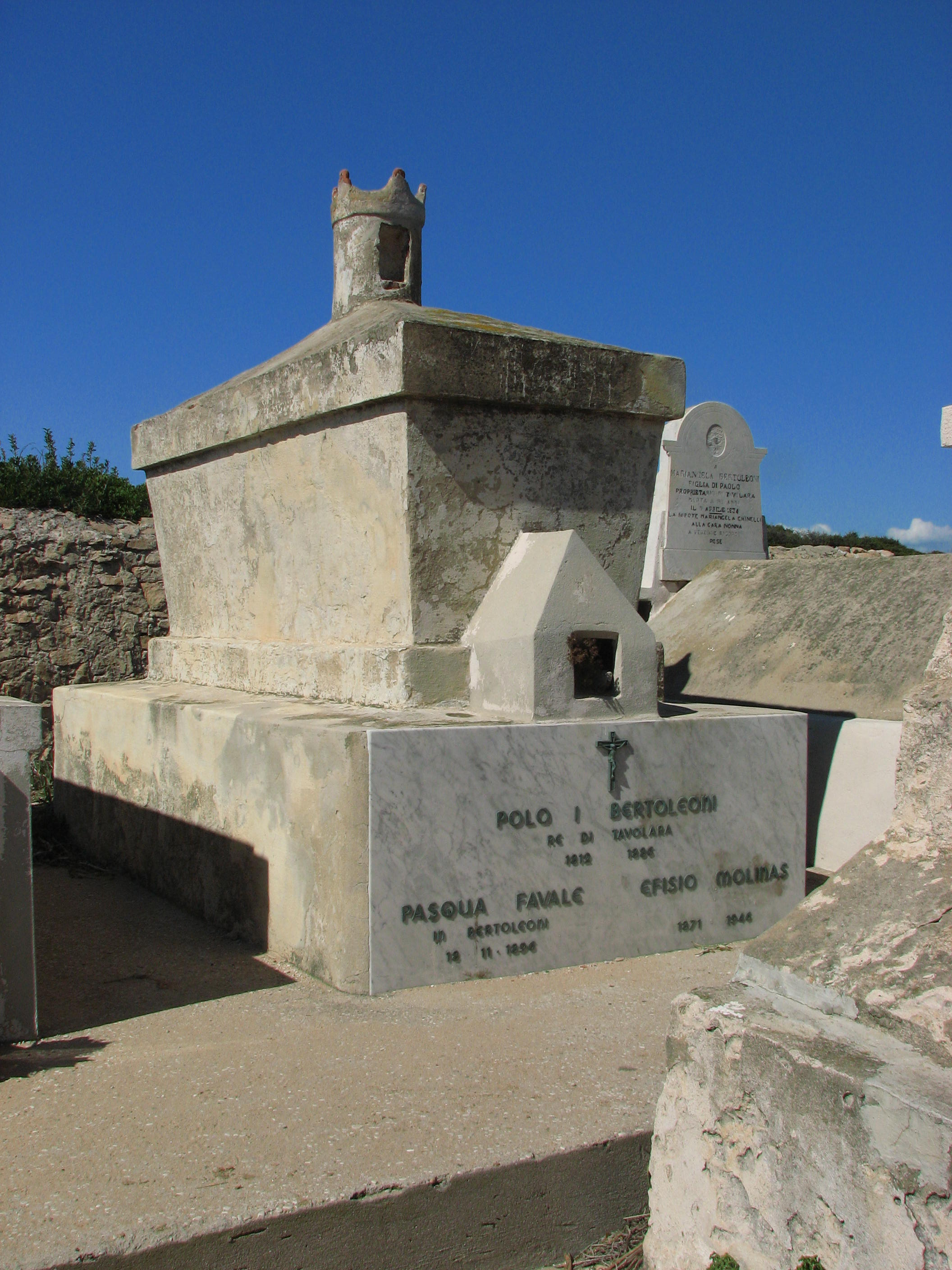
Lăng mộ Vua Paolo I ở Tavolara

Vào thế kỷ 19 và 20, một nhà nước tưởng tượng được gia tộc Bertoleoni thành lập trên đảo là Vương quốc Tavolara. Sau khi nước Ý thống nhất vào năm 1861, vua Paolo I tích cực tìm kiếm sự công nhận từ Ý. Dưới triều đại của ông, năm 1868 chính phủ Ý đã bắt đầu hoạt động một ngọn hải đăng trên phía đông bắc cuối đảo. Sau cái chết của Paolo năm 1886, ông được người con trai kế vị là Carlo I. Năm 1900, Nữ hoàng Victoria đã gửi nhiếp ảnh gia của Hoàng gia Anh đến Tavolara để thực hiện một bức chân dung chính thức của gia tộc Bertoleoni, và cho nó vào bộ sưu tập chân dung hoàng gia của mình.
Carlo được con trai của ông là vua Paolo II kế vị sau khi qua đời vào năm 1928. Ít lâu sau Paolo đi ra nước ngoài nhưng vẫn để lại cô em gái Mariangela làm nhiếp chính khi ông vắng mặt. Mariangela mất vào năm 1934, để lại vương quốc cho nước Ý. Con cháu nhà Bertoleoni vẫn còn tuyên bố chủ quyền của vương quốc cho đến khi ông qua đời vào năm 1962. Năm đó cũng là năm đánh dấu sự thiết lập trạm phát thanh của NATO.
Người đòi ngôi hiện nay là một công dân Ý tên là Tonino Bertoleoni, hiện đang điều hành một nhà hàng trên đảo với tên gọi "Da Tonino". Về mặt chính trị thì lợi ích của tiểu quốc này được đại diện trong các giao dịch bên ngoài của mình bởi "Hoàng thân" Ernesto Geremia di Tavolara của La Spezia, Ý, người đã viết một cuốn sách lịch sử về hòn đảo này. Ngôi mộ của Paolo I nằm trong khu nghĩa địa trên đảo và được bao phủ bởi một vương miện.

## Ăng-ten VLF

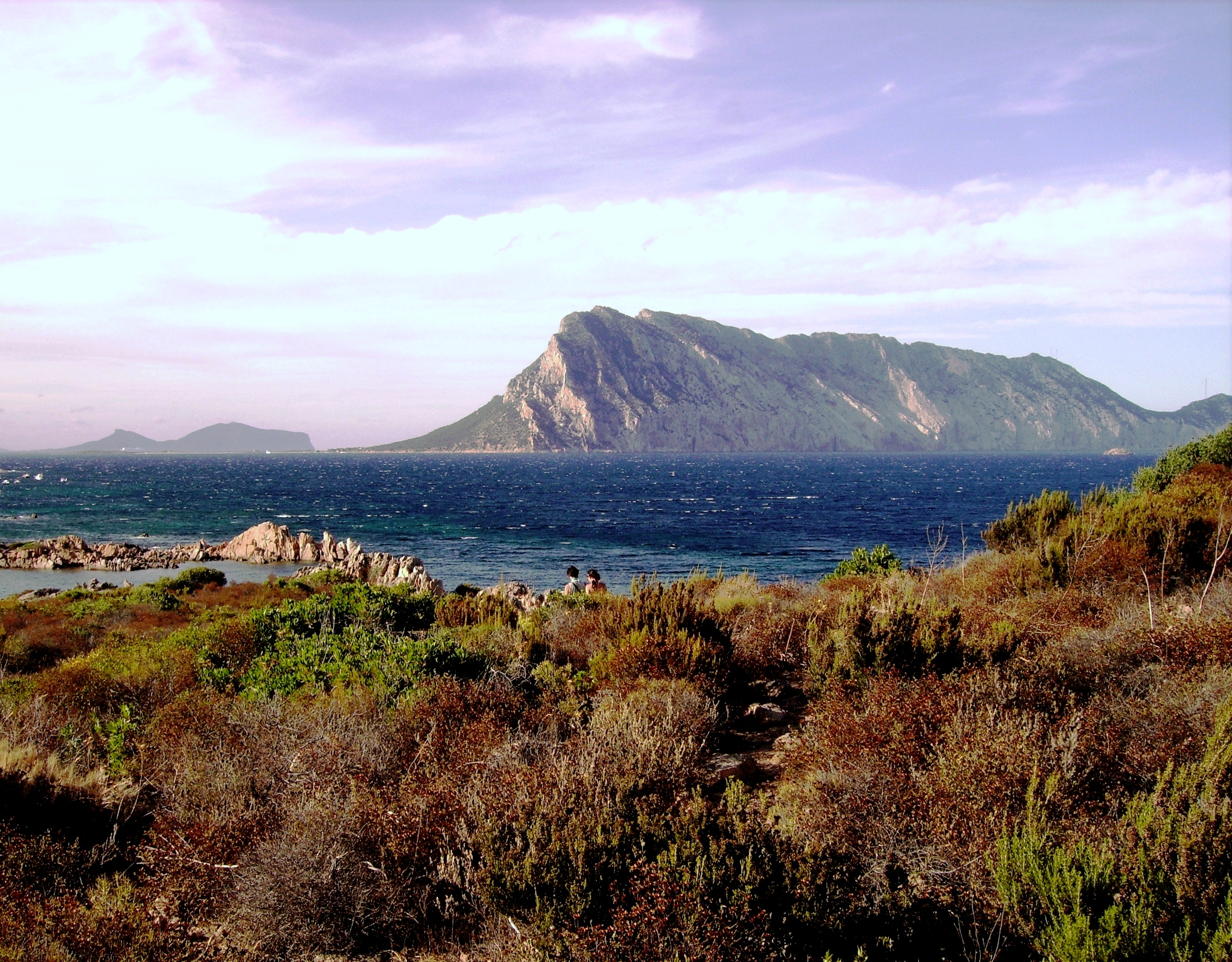
Tavolara nhìn từ bãi biển Sardinia

Ăng-ten VLF của bộ máy phát VLF Tavolara được quay giữa 133 mét cột radio cao ở 40°55′23″B 9°43′51,51″Đ / 40,92306°B 9,71667°Đ trên Spalmatore di Furi và 4 cột radio, nằm trên núi về phía nam. Chúng nằm ở vị trí 40°54′52,45″B 9°44′9,03″Đ / 40,9°B 9,73333°Đ, tại 40°54′51,42″B 9°44′8,21″Đ / 40,9°B 9,73333°Đ, tại 40°54′51,09″B 9°43′30,38″Đ / 40,9°B 9,71667°Đ và tại 40°54′51,09″B 9°43′28,91″Đ / 40,9°B 9,71667°Đ cả hai cột radio trên núi phía đông là cao 114 mét, hai cái khác thì nhỏ hơn.

## Ảnh hưởng văn hóa
- Tavolara là tên được đặt cho một hòn đảo hư cấu ở Philippines cai trị bởi một vị vua ăn thịt người, trong bộ truyện tranh opera năm 1902 của Harvard với tựa đề Nữ hoàng Philippines.[10]
- Căn cứ quân sự Tavolara xuất hiện trong quyển Người Tình của Morris West, một cuốn tiểu thuyết ly kỳ lấy bối cảnh thời Chiến tranh Lạnh.[11]